# Þórður Þórðarson (1972)
Þórður Þórðarson (* 10. dubna 1972, Akranes, Island) je bývalý islandský fotbalový brankář a reprezentant, který v současnosti působí jako trenér. Vedl islandský klub ÍA, v němž ukončil v roce 2006 aktivní hráčskou kariéru. Je známý i pod anglickým přepisem svého jména jako Thórdur Thórdarson. Mimo rodný Island hrál i ve Švédsku v klubu IFK Norrköping.

## Klubová kariéra
Na Islandu hrál za ÍA, Valur Reykjavík a KA Akureyri. Na přelomu tisíciletí působil ve Švédsku v klubu IFK Norrköping. V ÍA působil v letech 1994–1998 a 2003–2006, v roce 2006 zde ukončil aktivní hráčskou kariéru.

## Reprezentační kariéra
V A-mužstvu Islandu debutoval 5. června 1996 v zápase proti Kypru (výhra Islandu 2:1). Dostal se na hřiště v 88. minutě. Byl to jeho jediný zápas za islandský národní tým.

## Trenérská kariéra
Po ukončení hráčské kariéry v klubu ÍA se v roce 2008 ujal trenérské funkce v tomto klubu. Vydržel zde až do roku 2013.